# مدوتسی
مدوتسی (به بلغاری: Medevtsi) یک منطقهٔ مسکونی در بلغارستان است که در شهرستان کیرکوفو واقع شده‌است.